# Helge Bäckander
Helge Bäckander (Lidköping, 13 oktober 1891 - Helsingborg, 11 november 1958) was een Zweeds turner. 
Bäckander won met de Zweedse ploeg de gouden medaille in de landenwedstrijd Zweeds systeem in het Belgische Antwerpen tijdens de Olympische Zomerspelen 1920.

## Resultaten

### Olympische Zomerspelen
| Jaar | Plaats    | Resultaten                           |
| ---- | --------- | ------------------------------------ |
| 1920 | Antwerpen | in de landenwedstrijd Zweeds systeem |